# 圣奥古斯图
圣奥古斯图是巴西南大河州的一个市镇。总面积468.019平方公里，总人口13622人，人口密度29.1人/平方公里。